# Che (película)
Che es una película biográfica de 2008, dirigida por Steven Soderbergh y protagonizada por Benicio del Toro en el papel principal de la película. La cinta biográfica trata sobre el guerrillero argentino Ernesto Che Guevara, y está basada en dos escritos de Guevara: Pasajes de la guerra revolucionaria y Diario del Che en Bolivia.
La película está dividida en dos partes: la primera, Che, el argentino (The Argentine), se centra en la Revolución cubana, desde el momento en que el líder guerrillero cubano Fidel Castro, Ernesto Guevara y otros combatientes desembarcan en la isla caribeña, hasta que derrocan a la dictadura de Fulgencio Batista dos años después, y la segunda parte, Che: Guerrilla (Guerrilla), se enfoca en el intento del guerrillero Guevara de continuar la revolución en Bolivia y en el fracaso de esa aventura.

## Argumento

### El argentino
La primera parte se centra en el desembarco en Cuba del guerrillero Ernesto Guevara y Fidel Castro junto a un grupo de exiliados de aquel país en 1956, donde, después de tres años de intensa lucha, logran derrocar al gobierno militar de Fulgencio Batista y establecer un gobierno socialista.

### Guerrilla
Esta segunda parte se enfoca en los intentos de Guevara de comenzar una revolución en Bolivia. A la altura de su fama y poder, desaparece del ambiente público y se introduce de incógnito en Bolivia, seguido de otros militares cubanos. Ya allí, comienza a reclutar a bolivianos para formar una guerrilla en las selvas del sureste del país. La misión está matizada por traiciones y falta de apoyo, que llevan el movimiento hacia el fracaso, y a él, a su muerte.

## Desarrollo
Benicio del Toro y la productora Laura Bickford pasaron tres años investigando los eventos mostrados en Guerrilla. Del Toro confesó que solamente pensaba en Guevara como en "el malo de la película" desde que era niño.
Para su papel, pasó siete años en "obsesiva investigación", lo que lo hizo sentir que se había ganado el personaje. La preparación también incluyó observar fotografías del Che y leer sus escritos personales. Adicionalmente, leyó Don Quijote de la Mancha, uno de los libros favoritos de Guevara.
También se entrevistó personalmente con personas relacionadas en diferentes escenarios de la vida del revolucionario, incluyendo al hermano menor del Che y sus amigos de la niñez.
En respuesta a los encuentros con todos, desde los compañeros guerrilleros hasta el chofer, describió la reacción como "siempre la misma", declarando que sintió en todo momento el amor que todavía profesaban al Che.
También visitó a la viuda y la familia de Guevara. Compartió 5 minutos con Fidel Castro en una Feria del Libro, que le expresó que estaba feliz por la seria investigación que estaba desarrollando.
Después de la conclusión del filme, Del Toro dijo que "cuando cuentas la historia del Che, estás contando la historia de un país, por lo que tienes que ser muy cuidadoso".
Sobre Guevara también comentó en una ocasión que "era una rara combinación de un intelectual y una figura de acción; Gregory Peck y Steve McQueen en uno".
Las escenas de El argentino fueron filmadas en San Francisco de Campeche, México, y en Puerto Rico en 39 días. Guerrilla fue rodada en España en la misma cantidad de tiempo. Las imágenes del Che hablando en la ONU fueron tomadas un poco antes de que este escenario sufriera mayores renovaciones.
Soderbergh dijo que estaba abierto a realizar otra película sobre las experiencias del Che en el Congo, pero solamente si Che recaudaba 100 millones de dólares. El presupuesto del filme fue de 58 millones.

## Estreno
Che fue estrenada el 21 de mayo de 2008 en el Festival de Cine de Cannes, con una duración de algo más de cuatro horas. En dicho festival, Del Toro ganó el Premio al Mejor Actor. IFC Films adquirió los derechos de distribución de la cinta para Estados Unidos, la cual fue proyectada en diciembre de ese año en Nueva York y Los Ángeles, con el objetivo de calificar para los Premios Óscar, algo que finalmente no sucedió.

## Reparto

### El argentino

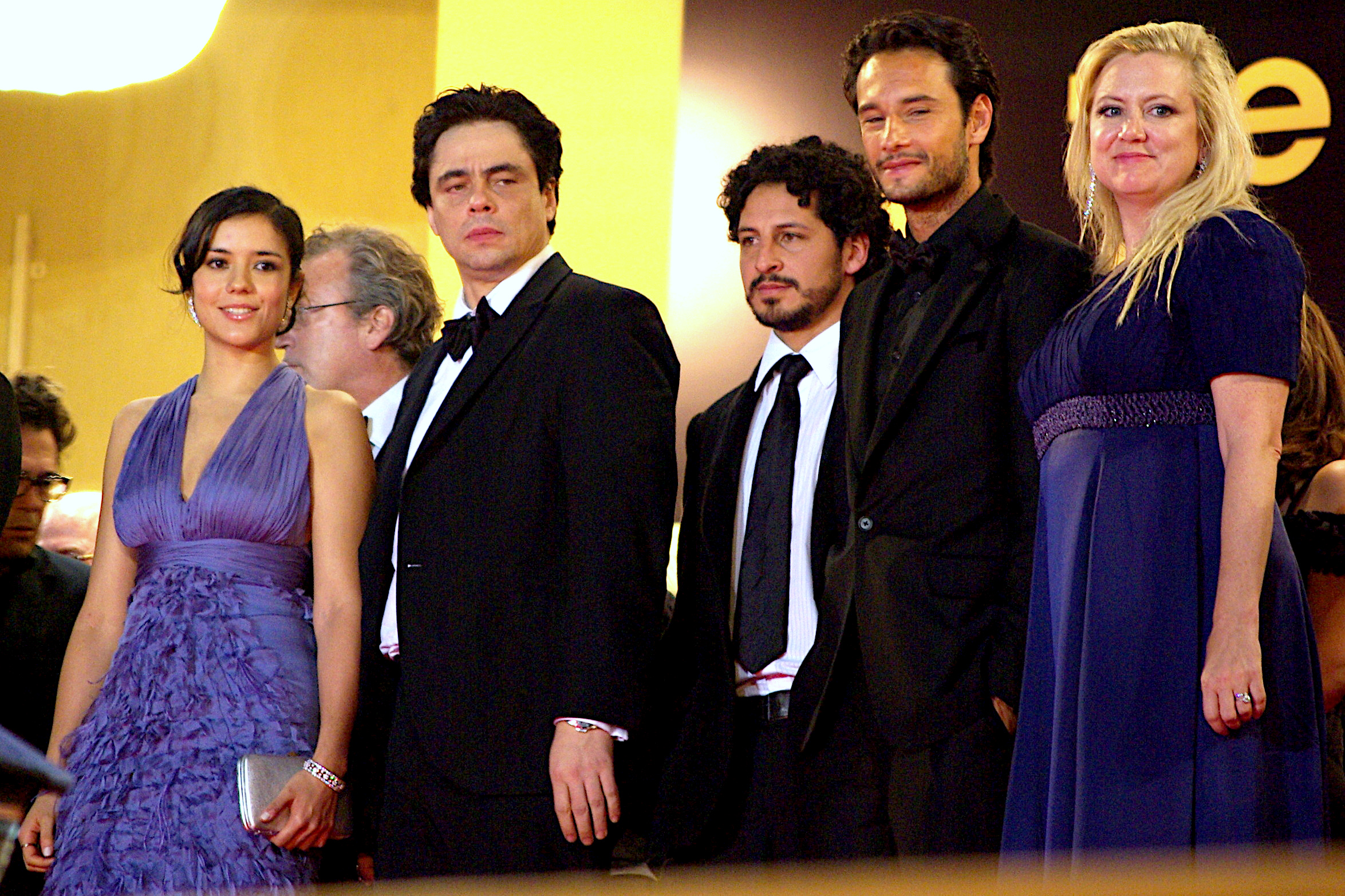
Parte del reparto de la película en la edición del año 2008 del Festival de Cannes.

- Benicio del Toro como Ernesto Guevara
- Benjamín Benítez como Harry Villegas
- Julia Ormond como Lisa Howard
- Armando Riesco como Dariel Alarcón Ramírez
- Catalina Sandino Moreno como Aleida March
- Demián Bichir como Fidel Castro
- Rodrigo Santoro como Raúl Castro
- Santiago Cabrera como Camilo Cienfuegos
- Vladimir Cruz como Ramiro Valdés
- Jorge Perugorría como Juan Vitalio Acuña Núñez
- Elvira Mínguez como Celia Sánchez
- Édgar Ramírez como Ciro Redondo
- Alfredo De Quesada como Israel Pardo
- Roberto Santana como Juan Almeida Bosque
- Victor Rasuk como Rogelio Acevedo

### Guerrilla
- Benicio del Toro como Ernesto Guevara
- Franka Potente como Tamara Bunke
- Cristian Mercado como Inti Peredo
- Matt Damon como el padre Schwartz
- Joaquim de Almeida como el presidente Barrientos
- Lou Diamond Phillips como Mario Monje
- Kahlil Méndez como Leonardo Tamayo
- Julia Ormond como Lisa Howard
- Jorge Perugorría como Juan Vitalio Acuña Núñez
- Demián Bichir como Fidel Castro
- Catalina Sandino Moreno como Aleida March
- Rodrigo Santoro como Raúl Castro
- Gastón Pauls como Ciro Bustos
- Óscar Jaenada como David Adriazola Veizaga
- Rubén Ochandiano como Eliseo Reyes Rodríguez
- Marc-André Grondin como Régis Debray
- Carlos Acosta-Milian como Antonio Domínguez Flores

## Premios y nominaciones
Festival Internacional de Cine de Cannes
| Categoría                      | Persona          | Resultado |
| ------------------------------ | ---------------- | --------- |
| Mejor interpretación masculina | Benicio del Toro | Ganador   |

XXIII edición de los Premios Goya
| Categoría                     | Persona            | Resultado |
| ----------------------------- | ------------------ | --------- |
| Mejor actor protagonista      | Benicio del Toro   | Ganador   |
| Mejor guion adaptado          | Peter Buchman      | Candidato |
| Mejor música original         | Alberto Iglesias   | Candidato |
| Mejor dirección artística     | Antxón Gómez       | Ganador   |
| Mejor dirección de producción | Cristina Zumárraga | Candidata |

- Che: el argentino (2008)
  - Festival de Cine de Cannes 2008: la película se estrenó en Cannes, y Benicio del Toro ganó el premio a la mejor interpretación masculina.
  - Festival de Pamela 2009
  - Festival de cine de Adelaida 2009
  - Festival de Hong Kong 2009
  - Festival de Kiev (Ucrania) 2009
  - Festival del arte cinematográfico de la República Eslovaca
  - Festival de Jerusalén 2009
  - Festival de cine de Trinidad y Tobago 2009
  - Festival de La Habana
  - Festival Internacional del cine del Sahara 2009
- Che: guerrilla (2008)
  - Festival de Cine de Cannes 2008: la película se estrenó en Cannes, y Benicio del Toro ganó el premio a la mejor interpretación masculina.
  - Festival de Pamela 2009
  - Festival de cine de Adelaida 2009
  - Festival de Hong Kong 2009
  - Festival de Kiev (Ucrania) 2009
  - Festival del arte cinematográfico de la República Eslovaca
  - Festival de Jerusalén 2009
  - Festival de cine de Trinidad y Tobago 2009